# 哈尔滨冰雪大世界
45°46′42″N 126°33′23″E / 45.77837°N 126.55626°E

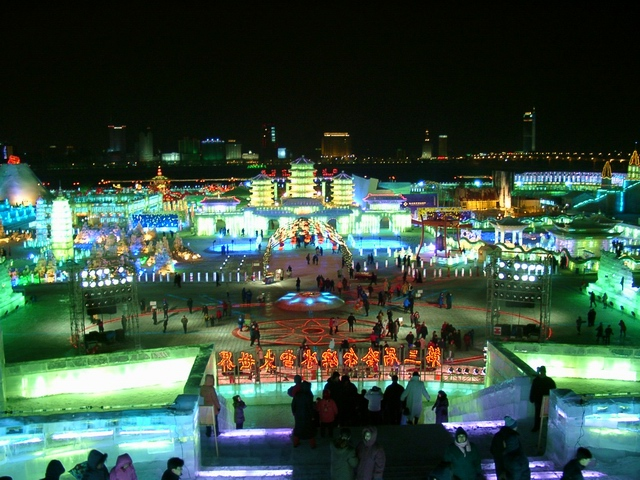
哈尔滨冰雪大世界

哈尔滨冰雪大世界是黑龙江哈尔滨的一个以冰雕雪雕景观为主的主题公园，是中国哈尔滨国际冰雪节的组成部分之一。哈尔滨冰雪大世界始创于1999年，后定址于松花江北岸太阳岛西区，与太阳岛国际雪雕艺术博览会，兆麟公园冰灯艺术博览会，尚志公园等一起成为哈尔滨冬季旅游的亮点。每年吸引来自国内外的上百万名游客。哈尔滨是世界上冬季气温最低的大城市之一，冬季封冻的松花江提供了丰富的冰可供利用。冰建筑可露天维持两个多月。

## 历史
哈尔滨早先已经有冰雪节，已经包含了冰灯、雪雕、冰建筑等元素，主要在市区的兆麟公园等地举办。1999年的冰雪节已经是第十六届。适逢世纪之交，哈尔滨市政府决定以更大的规模在松花江江心沙滩上建设“冰雪大世界”。希望能够对标“迪斯尼乐园”。总占地面积近20万平方米，总用冰量6万立方米，总用雪量13万立方米，工程项目500余项，总投资3000多万元。5000余名建筑工人参加建设。工程于1999年11月22日开始前期工作，12月4日始进行施工，历时33天，于12月25日竣工验收。
1999年末，哈尔滨市政府为了迎接千禧年的到来，在松花江上江心沙滩上建起了哈尔滨松花江冰雪大世界这一人工冰雪旅游项目。2000年，第二届哈尔滨松花江冰雪大世界更名为哈尔滨冰雪大世界。2001年，第三届哈尔滨冰雪大世界迁址到太阳岛的上坞区。2001年，第四届哈尔滨冰雪大世界定址于松花江北岸的太阳岛西区。由于冰雪大世界规模宏大，每年冬季在防洪纪念塔一带向江上瞭望即可看见。冰雪大世界每年动工至完工的时间一般要依据气候情况决定，除气温外，一个重要因素是江面结冰的厚度。
由于冰雪每年融化，冰雪大世界每年都要招募大量的工人建设冰建筑，为周边提供了上万个就业机会。
长达数百米的冰滑梯是冰雪大世界最受欢迎的项目之一。
2015–2016年（第十七届）哈尔滨冰雪大世界总用冰雪量突破33万立方米，占地面积达80万平方米。从2015年年底试开园至2016年2月20日，前来冰雪大世界游玩的中外游客数量已突破百万人次。
2017–2018年（第十九届）哈尔滨冰雪大世界于2017年12月18日试开园，2018年3月10日闭园。园区总占地面积80万平方米，用冰量18万立方米，用雪量15万立方米，冰雪景观共计2000余个，互动娱乐项目30余处。创造了19年来营业收入最高的纪录。且单天游客入园量也创下了最高纪录（5.8万人次）。本届冰雪大世界成人票：330元/张，优惠票：200元/张，还有针对哈尔滨市民和深圳市民的优惠门票。
2018-2019年（第二十届）哈尔滨冰雪大世界园区总占地面积60万平方米，用冰量11万立方米，用雪量12万立方米。于2018年12月10日左右动工。
哈尔滨冰雪大世界为2025年亚洲冬季运动会开幕式的分会场，该届亚冬会主火炬塔“雪韵丁香”坐落于此，主火炬点燃仪式亦在此举行。

## 图片
- 2010年冰雪大世界 入口
- 2010年冰雪大世界
- 2010年冰雪大世界
- 2010年冰雪大世界
- 2010年冰雪大世界
- 2010年冰雪大世界
- 2010年冰雪大世界
- 2010年冰雪大世界
- 2010年冰雪大世界